# ユメミと銀のバラ騎士団
『ユメミと銀のバラ騎士団』（ユメミとぎんのバラきしだん）は、藤本ひとみによる日本のライトノベルおよびそれを原作としたメディアミックス作品。イラストはしもがやぴくす&みらい戻が担当している。略称は「銀バラ」。集英社文庫コバルトシリーズ→コバルト文庫（集英社）より1989年7月から1993年6月まで刊行された。
同作者の『まんが家マリナ・シリーズ』『花織高校シリーズ』『新花織高校恋愛サスペンス』と同世界（観）で書かれている。
続編は『サラマンドラの聖冠』というタイトルであることのみ明かされていたが出版されず、上記の『マリナ・シリーズ』『恋愛サスペンス』と共に未完のまま絶版となっている。
2013年4月から、加筆及びイラストを一新してエンターブレインより『夢美と銀の薔薇騎士団』として復刊（リメイク版の刊行）が開始された。それに伴い、幻となっていた『サラマンドラの聖冠』は予告から20年を経て初めて出版。

## あらすじ
同じ学校の先輩である鈴影聖樹の家に招かれた佐藤夢美は、ある部屋に置かれていた箱を手に取る。そのとき窓からサッカーボールが飛び込み、夢美が持っていた箱に当たってしまう。開いてしまった箱から光が発し、その場に駆けつけた高天宏、光坂亜輝、冷泉寺貴緒は、月光を浴びたとき、または夢美が胸を「ドキッ」とときめかせたとき、それぞれ狼・猫・鷹に変身するという呪いがかけられてしまった。夢美もまた、3人に呪いをかけた「月光のピアス」が、耳から外れなくなってしまう。
鈴影は、「月光のピアス」の呪いは秘密結社「銀の薔薇騎士団」から失われてしまった「三宇宙四聖霊の聖物」が全て揃えば解けるという。
かくして、夢美たち4人は呪いを解くべく、鈴影に協力し「三宇宙四聖霊の聖物」を探すこととなった。

## 主な登場人物
佐藤 夢美（さとう ゆめみ）
本作の主人公。母を亡くして以来、双子の弟達と父の面倒をみている高校2年生。家事全般を得意としている。
「三宇宙四聖霊の聖物」の一つ、「月光のピアス」が耳に刺さり、取れなくなったことからこの物語は始まる。
鈴影 聖樹（すずかげ せいじゅ）
フルネームは、聖樹・レオンハルト・ローゼンハイム・ミカエリス・鈴影（せいじゅ・レオンハルト・ローゼンハイム・ミカエリス・すずかげ）。日本の高校に通う高校3年生。元サッカー部部長 (GK)
ドイツの名門ミカエリス家の当主にして、秘密結社「銀の薔薇騎士団」総帥。世界中に散らばってしまった「三宇宙四聖霊の聖物」を総帥の名にかけて回収している。
ミカエリス家の庭に捨てられていた捨て子であり、ミカエリス家では血の繋がらない養子として育つ。だが、両親はミカエリス家の宿敵、アルディ家の当主マクマリオン・ドゥ・アルディ（「まんが家マリナ・シリーズ」のシャルル・ドゥ・アルディの祖父）と、ミカエリス家当主の末娘、ジュリアであるとのちに作中で明らかにされる。二人の間には2人の男の子が生まれ、一人（兄）はアルディ家に引き取られ（ルパート・ドゥ・アルディ、シャルル・ドゥ・アルディの叔父として作中に登場する）、もう一人（弟）はミカエリス家の庭に捨てたところを拾うという形でミカエリス家に引き取られる。これが鈴影聖樹である。
高天 宏（たかま ひろし）
夢美の隣の家に住む幼馴染。現サッカー部部長の高校2年生、鈴影の部活の後輩。夢美に月光のピアスが刺さったとき、発せられた光を浴びてしまった一人。月光のピアスの呪いにより「銀色の狼」へと変身してしまう。夢美に恋をしている。
光坂 亜輝（こうさか あき）
高天のサッカー部の後輩。高校1年生。霊媒体質。夢美に月光のピアスが刺さったとき、発せられた光を浴びてしまった一人。月光のピアスの呪いにより「猫」へと変身してしまう。夢美を慕っている。0歳からスイミングに通っているため、肩下まであるウルフカットの髪は塩素で色素が抜けて金髪。肌の色も抜けるように白い。
冷泉寺 貴緒（れいせんじ たかお）
鈴影の幼馴染の高校2年生。冷泉寺財閥の令嬢にして才媛。実力テストで500点満点を叩きだす学年ナンバーワンの成績をほこる、細身で長身の大美人。
冷静沈着で理性的、冷淡で時には冷徹ですらあるという性格ゆえに、芸術的才能がなく、ロマンやムードを解さず、科学的に証明できない事象は一切信じない。:特に医療に関する造詣が深い。夢美に月光のピアスが刺さったとき、発せられた光を浴びてしまった一人。月光のピアスの呪いにより「純白の鷹」へと変身してしまう。長く鈴影のことを想っている。

## 用語
三宇宙四聖霊の聖物
秘密結社「銀の薔薇騎士団」の至宝。通称「七聖宝」。月光のピアス・星影のブレス・太陽のリング・サラマンドラの聖冠・オンディーヌの聖衣・風のシルフの聖十字・土のグノームの聖剣の計7つ。
貴女（ダァム）
秘密結社「銀の薔薇騎士団」の騎士（団員のこと）に霊感を与え、騎士に崇拝される騎士団の象徴たる少女のこと。尚、現実社会では騎士が終生、愛と忠誠を捧げる淑女のこと。または女性騎士（Dame knightの女性形）を指す。

## 制作背景
藤本ひとみが『序章 総帥レオンハルト』に寄せた序文によれば、『ユメミ～』の執筆が中断した後もファンからの復活の要望が多数あり、自身も復刊の意思を持っていたが、執筆のための時間と体力は確保できたものの、時代遅れだとして各出版社から断られ続けていた。『ユメミ～』のファンの編集者のおかげでようやく復刊できたといい、元の物語を残しながら新しい物語を挿入するのに腐心したという。『終章 レオンハルトよ永遠なれ』後書きによれば、結末を巡って藤本と柳瀬とで侃々諤々の議論の末に完成にこぎつけたという。

## 既刊一覧

### 小説

#### オリジナル版
- 藤本ひとみ（著）・しもがやぴくす&みらい戻（イラスト） 『ユメミと銀のバラ騎士団』 集英社〈集英社文庫コバルトシリーズ→コバルト文庫〉、全7巻
  1. 「月光のピアス」1989年7月10日第1刷発行（7月3日発売[3]）、ISBN 4-08-611303-1
  2. 「星影のブレス」1989年10月10日第1刷発行（10月3日発売[4]）、ISBN 4-08-611334-1
  3. 「オンディーヌの聖衣」1990年5月10日第1刷発行（4月27日発売[5]）、ISBN 4-08-611410-0
  4. 「黄金のダガー」1990年11月10日第1刷発行（11月2日発売[6]）、ISBN 4-08-611470-4
  5. 「天使のカンタレラ」1991年4月10日第1刷発行（4月3日発売[7]）、ISBN 4-08-611519-0
  6. 「銀のメサイア」1992年1月10日第1刷発行（1月3日発売[8]）、ISBN 4-08-611599-9
  7. 「緋のチェイカー」1993年6月10日第1刷発行（6月3日発売[9]）、ISBN 4-08-611751-7

#### リメイク版
- 藤本ひとみ（著）・柳瀬千博（文）・えとう綺羅（イラスト）、エンターブレイン〈ビーズログ文庫〉、全10巻
  - 『夢美と銀の薔薇騎士団 序章 総帥レオンハルト』2013年4月15日発売[10]、ISBN 978-4-04-728840-9
  - 『夢美と銀の薔薇騎士団 月光のピアス』2013年4月15日発売[11]、ISBN 978-4-04-728841-6
  - 『夢美と銀の薔薇騎士団 星影のブレス』2013年5月15日発売[12]、ISBN 978-4-04-728925-3
  - 『夢美と銀の薔薇騎士団 オンディーヌの聖衣』2013年6月15日発売[13]、ISBN 978-4-04-728969-7
  - 『夢美と銀の薔薇騎士団 サラマンドラの聖冠』2013年10月15日発売[14]、ISBN 978-4-04-729198-0
  - 『夢美と銀の薔薇騎士団 真夏の恋の夢』2013年11月15日発売[15]、ISBN 978-4-04-729199-7
  - 『夢美と銀の薔薇騎士団 天使のカンタレラ』2013年11月15日発売[16]、ISBN 978-4-04-729271-0
  - 『夢美と銀の薔薇騎士団 銀のメサイア』2013年12月14日発売[17]、ISBN 978-4-04-729331-1
  - 『夢美と銀の薔薇騎士団 グノームの聖剣』2014年2月15日発売[18]、ISBN 978-4-04-729448-6
  - 『夢美と銀の薔薇騎士団 終章 レオンハルトよ永遠なれ』2014年3月15日発売[19]、ISBN 978-4-04-729535-3

### 漫画
- 藤本ひとみ（原作）・しもがやぴくす&みらい（作画） 『ユメミと銀のバラ騎士団 月光のピアス』 集英社〈マーガレットコミックス〉、1992年6月発行、ISBN 4-08-849889-5
- 藤本ひとみ（原作）・しもがやぴくす&みらい（作画） 『ユメミと銀のバラ騎士団 星影のブレス』 集英社〈マーガレットコミックス〉、全2巻
  1. 1992年12月発行、ISBN 4-08-848047-3
  2. 1993年3月発行、ISBN 4-08-848075-9

## オーディオブック
集英社より刊行されている。
- 月光のピアス （1991年3月）
- 天使のカンタレラ （1991年12月）
- 銀のメサイア （1992年7月）

カセットテープ版とドラマCD版とがある。

### キャスト
- 佐藤夢美：鶴ひろみ・島津冴子
- 鈴影聖樹：井上和彦・速水奨
- 高天宏：佐藤政道・草尾毅・関俊彦
- 光坂亜輝：島田敏・佐々木望
- 冷泉寺貴緒：島本須美・向殿あさみ・榊原良子

## 映画
『月光のピアス ユメミと銀のバラ騎士団』が、1991年12月14日に公開された。シリーズ第1作『月光のピアス』のアニメ映画化作品である。本編70分。併映作は一条ゆかり原作の『有閑倶楽部 香港より愛をこめて』。のちにVHSで販売された。

### あらすじ
佐藤夢美は高校2年生。母を亡くしてからは父と弟の世話に追われていた。そんな夢美が、毎夜同じ夢―1人の騎士から満月色のピアスをつけてもらう―を見るようになった。しかもその騎士というのは、憧れの先輩・鈴影聖樹なのだ。ある日、その夢は現実になる。鈴影家で、幼馴染の高天宏が蹴ったボールが“呪いのピアス”が入った箱の封印を破り、中のピアスが夢美の耳にはまって、取れなくなってしまったのだ。人を動物に変身させるピアスの呪いを解くために、夢美たちは聖樹の故郷ドイツへと向かうが…。

### キャスト
- 佐藤夢美 - 鶴ひろみ[1]
- 高天宏 - 関俊彦[1]
- 鈴影聖樹 - 速水奨[1]
- 光坂亜輝 - 佐々木望[1]
- 冷泉寺貴緒 - 榊原良子[1]
- 魔王子 - 山寺宏一[1]
- 叔父 - 大木民夫[1]
- カタリーナ - さとうあい[1]
- 医者 - 小関一[1]
- バーテン - 星野充昭[1]
- ルドルフ - 桜井敏治[1]

### スタッフ
- 監督 - もりたけし[1]
- 脚本 - 大橋志吉[1]
- キャラクターデザイン - 青嶋克己[1]
- 作画監督 - 青嶋克己[1]、大西雅也[1]
- 美術監督 - 木村真二[1]、加藤賢司[1]
- 撮影監督 - 池上元秋[1]
- 音楽 - 小六禮次郎[1]
- 音響監督 - 藤山房伸[1]
- プロデューサー - 大場龍男[1]、深草礼子[1]
- 配給 - 東宝[20]
- 製作 - 東宝[1]、集英社[1]、スタジオぴえろ[1]

### 関連商品
- 『アニメ版カラー・ポスト・カード 月光のピアス』1991年12月3日発売[21]、ISBN 4-08-611598-0